# Miličinica
Miličinica (izvirno srbsko Миличиница) je naselje v Srbiji, ki upravno spada pod Mesto Valjevo; slednja pa je del Kolubarskega upravnega okraja.
- Miličinica - Panorama
- Miličinica - Panorama
- Miličinica - Panorama
- Miličinica - Panorama
- Miličinica - Panorama
- Miličinica - Panorama
- Miličinica - Panorama
- Miličinica - Panorama

## Demografija
V naselju živi 776 polnoletnih prebivalcev, pri čemer je njihova povprečna starost 47,4 let (46,3 pri moških in 48,5 pri ženskah). Naselje ima 313 gospodinjstev, pri čemer je povprečno število članov na gospodinjstvo 2,92.
To naselje je, glede na rezultate popisa iz leta 2002, večinoma srbsko.
|  |

| Demografija | Demografija     | Demografija     |
| Leto        | Št. prebivalcev | Št. prebivalcev |
| ----------- | --------------- | --------------- |
|             |                 |                 |
|             |                 |                 |
|             |                 |                 |
|             |                 |                 |
| 1948        | 2197            |                 |
| 1953        | 2074            |                 |
| 1961        | 1998            |                 |
| 1971        | 1747            |                 |
| 1981        | 1415            |                 |
| 1991        | 1142            | 1142            |
| 2002        | 918             | 913             |
|             |                 |                 |

| Etnična sestava po popisu iz leta 2002 | Etnična sestava po popisu iz leta 2002 | Etnična sestava po popisu iz leta 2002 | Etnična sestava po popisu iz leta 2002 | Etnična sestava po popisu iz leta 2002 |
| -------------------------------------- | -------------------------------------- | -------------------------------------- | -------------------------------------- | -------------------------------------- |
| Srbi                                   | Srbi                                   |                                        | 905                                    | 99,12%                                 |
| Romuni                                 | Romuni                                 |                                        | 2                                      | 0,21%                                  |
| Jugoslovani                            | Jugoslovani                            |                                        | 2                                      | 0,21%                                  |
| Črnogorci                              | Črnogorci                              |                                        | 1                                      | 0,10%                                  |
| Madžari                                | Madžari                                |                                        | 1                                      | 0,10%                                  |
| Neznano                                | Neznano                                |                                        | 2                                      | 0,21%                                  |